# Max Švabinský
Maxmilian Theodor Jan Švabinský dit Max Švabinský (17 septembre 1873, Kremsier - 10 février 1962, Prague) est un peintre et graveur tchécoslovaque.
Il est l'un des artistes les plus importants du XXe siècle en Tchécoslovaquie, admiré pour son habileté au dessin et la variété des techniques graphiques employées. Son travail exemplaire, son amour de la nature, ont créé une œuvre qui transcende le temps. Dans ses portraits, c'est tout l'intelligentsia tchécoslovaque de son temps qui défile. Avec Jan Preisler, Antonín Slavíček et Miloš Jiránek, il appartient à la génération qui a posé les bases de l'art moderne tchécoslovaque du XXe siècle. Švabinský a également participé à la diffusion de l'art moderne tchécoslovaque en Europe.
Il compte parmi ses élèves le graphiste soviétique Vassili Kassiane et le peintre tchèque Jiří Hejna.

## Prix
Il est l'un des membres fondateurs de la Galerie Hollar (SČUG Hollar), membre du cercle artistique Mánes de 1902 à 1949 et du Hagenbund (Vienne), de la Société nationale des Beaux-Arts à Paris, curateur de la Moderní galerie de Prague. Il est Docteur honoris causa de l'université Masaryk de Brno, professeur à l'Académie des beaux-arts de Prague, huit fois son recteur, professeur honoraire à vie de l'école des arts appliqués de Prague, chevalier de la Légion d'honneur, décoré de l'Ordre de la République, correspondant de la Real Academia de Bellas Artes de San Fernando à Madrid et lauréat du prix du gouvernement italien pour sa collection d'eau-forte.

## Œuvres
Il a été formé par Maxmilián Pirner.
Ses œuvres n'étant pas entrées dans le domaine public, il est difficile d'en illustrer ici l'étendue et la profondeur. Il s'est rendu célèbre par sa maîtrise de toutes les techniques graphiques : huile sur toile, lithographie, mosaïque, aquarelle, eau-forte, pastel, fusain, mine de plomb, gravure au burin ou en manière noire (invention de Ludwig von Siegen), pointe sèche, linogravure, vitrail (en particulier pour la cathédrale Saint-Guy de Prague), etc.
En ce qui concerne les genres, Švabinský est un touche-à-tout : portrait, paysage, illustrations, érotica, peinture de genre, affiches, cartons de tapisserie ou de vitraux, timbre postal et billet de banque.
Parmi les toiles les plus célèbres de Švabinský on nommera :
- Paysage pauvre [Chudý kraj], 1900, huile sur toile, 179 × 246 cm
- Communion des âmes [Splynutí Duší], 1896, huile sur toile, 65,5 × 45,5 cm
- Portrait en rose [Růžový portrét], 1898, huile sur toile, 152 × 135 cm
- Portrait rond [Kulatý portrét], 1897, huile sur toile, Ø 105,5cm
- Camélia [Kamélie], 1903, techniques mixtes, 1 220 × 607 mm

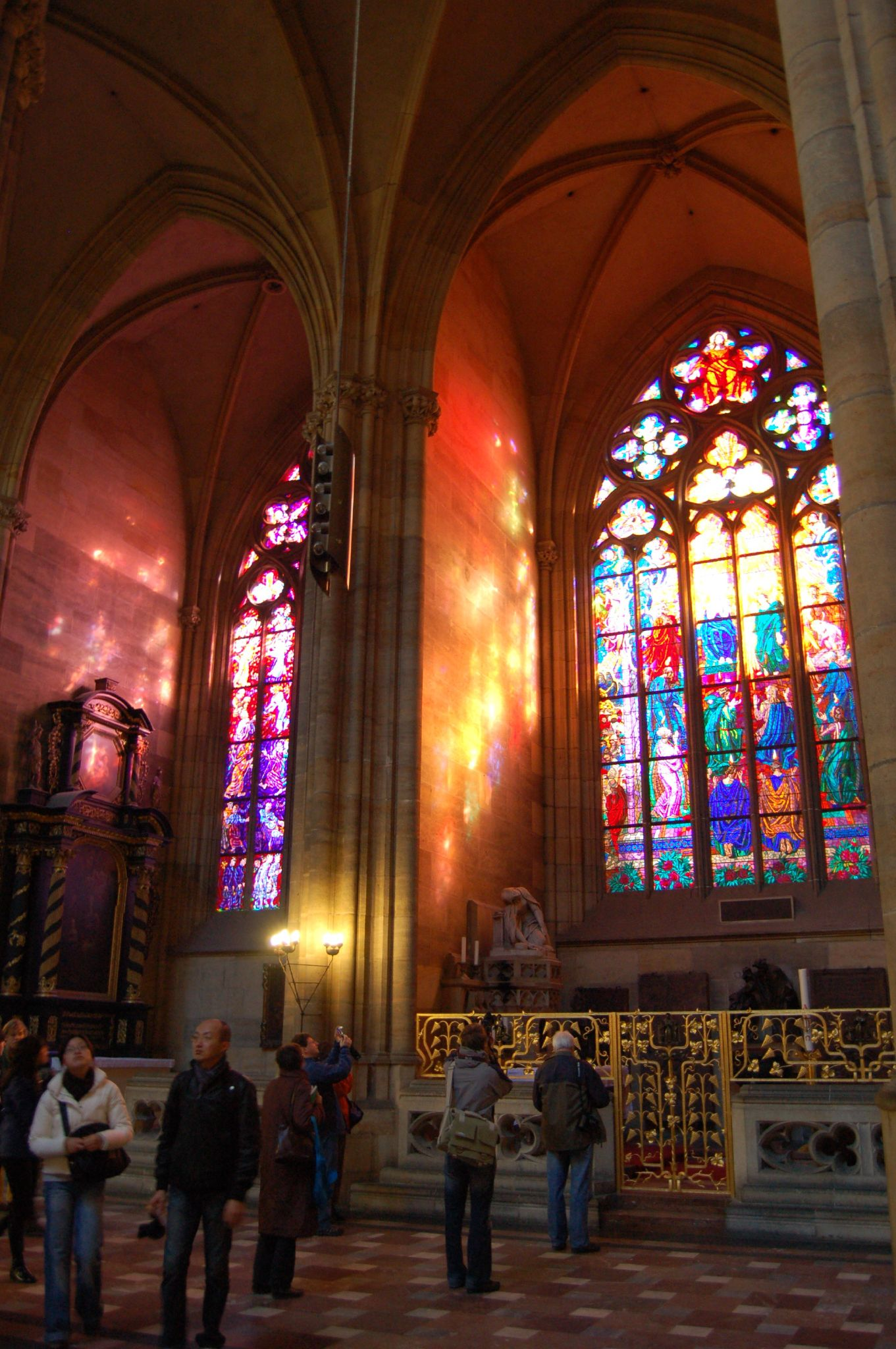
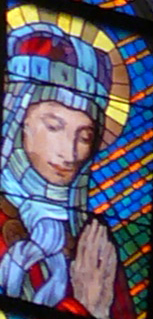
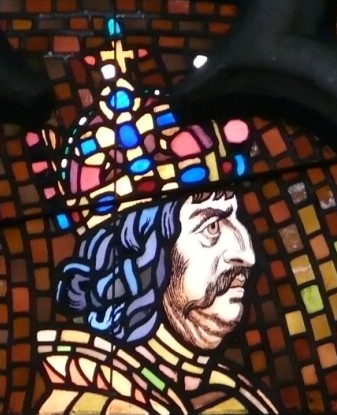
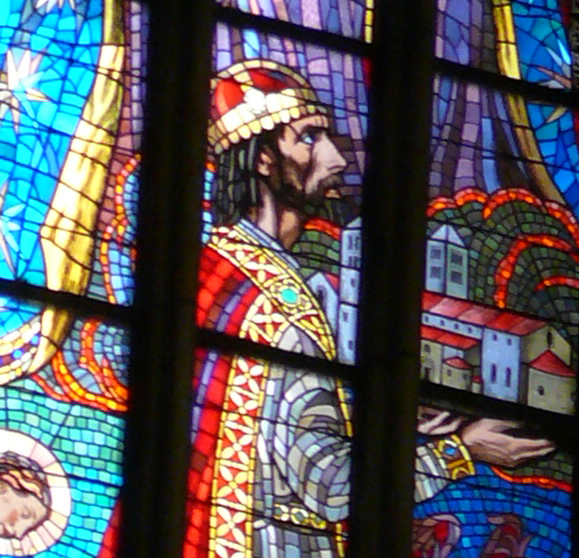